# Sanità in Giappone
Il livello della sanità in Giappone dipende da numerosi fattori, tra i quali le abitudini culturali, l'isolamento e un sistema sanitario universale.
Sebbene un'aspettativa di vita tra le più alte al mondo (83,7 anni nel 2015), il Giappone deve affrontare diversi problemi sanitari, alcuni tipici dei paesi post-industrializzati. Il drastico invecchiamento della popolazione, le cui proiezioni al riguardo parlano di un calo di un terzo degli abitanti entro il 2060, ha innescato preoccupazioni circa il futuro economico della nazione e la vitalità del suo stato sociale. Una serie di malattie da inquinamento causate dall'uomo tra gli anni dieci e sessanta del XX secolo ha costretto inoltre il governo giapponese a emanare rigide regole per la salvaguardia dell'ambiente. La dipendenza dal gioco nel 2017 colpiva 3,2 milioni di giapponesi, e costituisce uno dei maggiori problemi sanitari del Giappone moderno, insieme al consumo di tabacco e ai suicidi.
John Creighton Campbell, professore all'Università del Michigan e all'Università di Tokyo, dichiarò al New York Times nel 2009 che i giapponesi sono tra le persone più in salute del pianeta. L'obesità in Giappone nel 2014 colpiva circa il 3,3% della popolazione, una percentuale piuttosto bassa se confrontata a quella di altri paesi come gli Stati Uniti, presumibilmente grazie alla dieta giapponese. Il paese asiatico ha anche il tasso più basso di malattie cardiache nell'OCSE, e il livello più basso di demenza nel mondo sviluppato.

## Influenze culturali
La medicina tradizionale cinese fu introdotta in Giappone insieme ad altri elementi della cultura cinese dal V al IX secolo. A partire dal 1900 circa, si richiede che gli erboristi di stile cinese siano dottori in medicina abilitati. La formazione venne professionalizzata e, eccetto per i guaritori est-asiatici, fu basata sul modello biomedico della malattia. Tuttavia, la biomedicina era influenzata anche dall'organizzazione sociale giapponese e dalle aspettative culturali concernenti l'educazione, l'organizzazione del luogo di lavoro e le relazioni sociali di status e dipendenza, gli stili decisionali e le idee sul corpo umano, sulle cause della malattia, sul genere, sull'individualismo e sulla privacy. L'antropologa Emiko Ohnuki-Tierney nota che «il comportamento igienico quotidiano e i suoi concetti sottostanti, che sono percepiti ed espressi in termini di teoria biomedica dei germi, sono infatti direttamente legati alla struttura simbolica fondamentale giapponese».
La medicina occidentale fu introdotta in Giappone con gli studi con gli studi del Rangaku durante il periodo Edo. Numerosi libri sulla farmacologia e l'anatomia furono tradotti dall'olandese e dal latino in giapponese. Durante il periodo Meiji (fine del XIX secolo), il sistema sanitario giapponese fu modellato sul modello della biomedicina occidentale. A quel tempo, i dottori occidentali vennero in Giappone per creare facoltà di medicina nelle università giapponesi appena costruite e anche gli studenti andarono all'estero. Innovazioni come i vaccini furono introdotti in Giappone, migliorando l'aspettativa media di vita. Dal periodo Meiji fino alla fine della seconda guerra mondiale, il tedesco era una lingua straniera obbligatoria per gli studenti giapponesi di medicina. Perfino i diagrammi dei pazienti negli ospedali giapponesi dedicati all'insegnamento erano scritti in tedesco.
Ma perfino oggi, una persona che si ammala in Giappone ha numerose opzioni alternative. Uno può visitare un prete, o mandare un membro della famiglia al suo posto. Ci sono numerosi rimedi popolari, inclusi i bagni termali (onsen) e medicamenti chimici ed erboristici da banco. Una persona può cercare l'assistenza di guaritori tradizionali, come erboristi, massaggiatori e agopunturisti.

## Principali problemi sanitari

### Suicidi
Il suicidio, data l'alta incidenza tra la popolazione (16,7 ogni 100 000 persone nel 2017), è considerato uno dei maggiori problemi sociali del Giappone.
Nel 2011 il numero dei suicidi superò per il 14º anno consecutivo la soglia dei 30 000, scendendo sotto questa soglia per la prima volta in quindici anni solo nel 2012. Da allora il numero dei suicidi è in costante calo, grazie anche alle opere di prevenzione attuate dal governo a partire dalla seconda metà degli anni duemila.
Tra le maggiori cause che spingono i giapponesi a togliersi la vita così frequentemente sono state individuate la disoccupazione conseguente alla forte recessione economica degli anni novanta, la depressione e problemi sociali di varia natura.
Tra i luoghi più frequentati per i suicidi figura la foresta Aokigahara, ai piedi del Fuji, la quale registrava una media di 30 morti l'anno e 78 solo nel 2007.

### Tabagismo

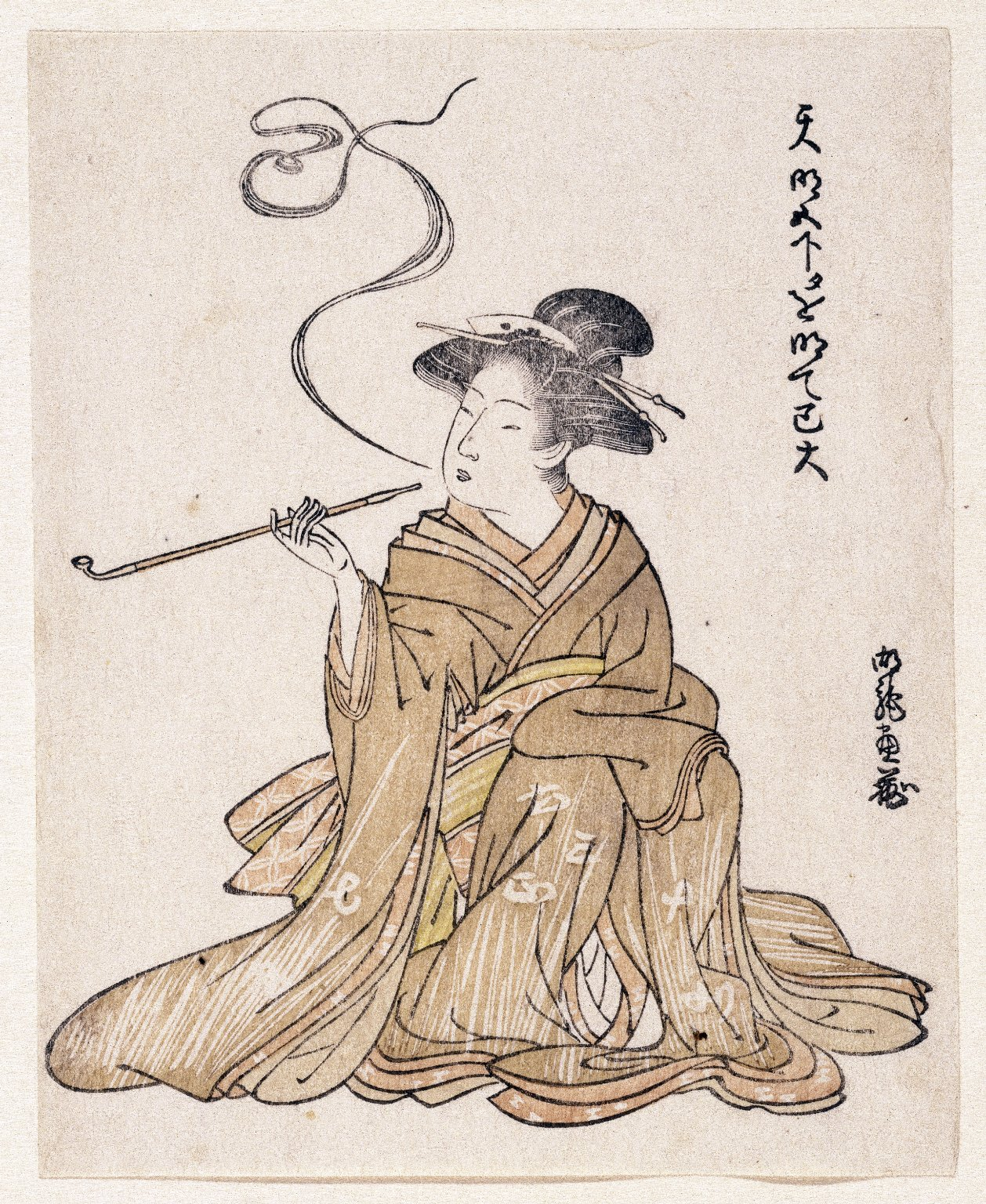
E-Goyomi (Dama che fuma), stampa su blocchi di legno datata tra il 1700 e il 1800

Uno dei grossi problemi di salute pubblica in Giappone è il tabagismo, che secondo l'associazione Tobacco Atlas è causa di circa 160.000 morti ogni anno. A questo numero vanno aggiunti ulteriori 15.000 decessi dovuti al fumo passivo.

### Consumo di alcol
Secondo una stima del Ministero della salute giapponese riferita al 2017, circa la metà dei bevitori ultrasessantenni maschi assumeva una quantità eccessiva di alcol rispetto alle linee guida fornite dal governo (massimo 500 ml al giorno); tra le donne della stessa età la percentuale si aggirava sul 25%, tenendo conto che il limite consigliato era di 20 ml di alcol al giorno.
Nel 2012 una squadra guidata dal professor Osaki dell'Università di Tottori stimò che il costo sociale del bere eccessivo in Giappone era di 4,15 trilioni di yen l'anno.

### AIDS
Sebbene il numero di casi di AIDS rimanesse piccolo per gli standard internazionali, i funzionari della sanità pubblica erano preoccupati alla fine degli anni 1980 per l'epidemia mondiale di sindrome da immunodeficienza acquisita (AIDS). Il primo caso confermato di AIDS in Giappone fu riportato nel 1985. Entro il 1991 vi erano 553 casi riportati ed entro l'aprile 1992 il numero era salito a 2.077. Benché spaventati dalla mortalità della malattia ma solidali con la condizione dei pazienti di AIDS emofiliaci, la maggior parte dei giapponesi non erano preoccupati di contrarre l'AIDS essi stessi. Vari livelli del settore pubblico risposero all'accresciuta consapevolezza dell'AIDS da parte della popolazione eterosessuale istituendo comitati pubblici, rendendo obbligatoria l'educazione sull'AIDS e consigliando di fare gli esami al grande pubblico senza prendere di mira gruppi particolari. Un fondo, sottoscritto dalle società farmaceutiche che distribuiscono prodotti ematici importati, fu istituito nel 1988 per fornire una compensazione finanziaria ai pazienti di AIDS.

## Accesso all'assistenza
In Giappone, i servizi sanitari sono forniti o attraverso ospedali pubblici regionali/nazionali o attraverso ospedali/cliniche privati, e i pazienti hanno l'accesso universale a qualsiasi struttura, benché gli ospedali tendano a far pagare di più a quelli senza un riferimento. Tuttavia lo spazio può essere un problema in alcune regioni. Più di 14.000 pazienti in emergenza furono respinti almeno tre volte da ospedali giapponesi prima di ricevere le cure nel 2007, secondo l'ultima rilevazione del governo. Nel caso peggiore, una donna di oltre 70 anni con un problema respiratorio fu respinta 49 volte a Tokyo. L'assicurazione sanitaria pubblica copre la maggior parte dei cittadini/residenti e paga il 70% o più dei costi per ciascuna cura e ciascuna medicina prescritta. Il resto è a carico dei pazienti (si applicano limiti massimi). Il premio assicurativo mensile è di 0–50.000 yen per famiglia (commisurato al reddito annuale). L'assicurazione sanitaria privata supplementare è disponibile solo per coprire i co-pagamenti o i costi non coperti, e di solito prevede un pagamento fisso per i giorni in ospedale o per la chirurgia effettuata, piuttosto che per la spesa effettiva. Nel 2005, il Giappone spendeva l'8,2% del PIL per l'assistenza sanitaria, o 2.908 dollari pro capite. Di quello, approssimativamente l'83% era spesa pubblica.